# Youri Gilg
Youri Gilg (ur. 16 marca 1970 w Le Mans) – francuski narciarz, specjalista narciarstwa dowolnego. Jego największym sukcesem jest brązowy medal w kombinacji wywalczony podczas mistrzostw świata w Lake Placid. Zajął także 9. miejsce w jeździe po muldach oraz balecie narciarskim na igrzyskach olimpijskich w Albertville.
Najlepsze wyniki w Pucharze Świata osiągnął w sezonie 1990/1991, kiedy to zajął 2. miejsce w klasyfikacji generalnej, a w klasyfikacji kombinacji był trzeci. W sezonie 1991/1992 również był drugi w klasyfikacji generalnej.
W 1995 r. zakończył karierę.
Jego siostra, Candice Gilg, także uprawiała narciarstwo dowolne.

## Osiągnięcia

### Igrzyska olimpijskie
| Miejsce | Dzień     | Rok  | Miejscowość | Konkurencja      | Zwycięzca       |
| ------- | --------- | ---- | ----------- | ---------------- | --------------- |
| 9.      | 13 lutego | 1992 | Albertville | Jazda po muldach | Edgar Grospiron |

### Mistrzostwa świata
| Miejsce | Dzień     | Rok  | Miejscowość | Konkurencja        | Zwycięzca          |
| ------- | --------- | ---- | ----------- | ------------------ | ------------------ |
| 28.     | 1 marca   | 1989 | Oberjoch    | Balet narciarski   | Hermann Reitberger |
| 20.     | 12 lutego | 1991 | Lake Placid | Balet narciarski   | Lane Spina         |
| 10.     | 14 lutego | 1991 | Lake Placid | Jazda po muldach   | Edgar Grospiron    |
| 25.     | 17 lutego | 1991 | Lake Placid | Skoki akrobatyczne | Philippe LaRoche   |
| 3.      | 17 lutego | 1991 | Lake Placid | Kombinacja         | Siergiej Szuplecow |
| 42.     | 18 lutego | 1995 | La Clusaz   | Jazda po muldach   | Edgar Grospiron    |

### Puchar Świata

#### Miejsca w klasyfikacji generalnej
- sezon 1988/1989: 30.
- sezon 1989/1990: 35.
- sezon 1990/1991: 2.
- sezon 1991/1992: 2.
- sezon 1994/1995: 15.

#### Miejsca na podium
1. Åre – 17 marca 1989 (Jazda po muldach) – 3. miejsce
2. Åre – 18 marca 1989 (Kombinacja) – 1. miejsce
3. Zermatt – 16 grudnia 1990 (Kombinacja) – 1. miejsce
4. Whistler Blackcomb – 13 stycznia 1991 (Kombinacja) – 2. miejsce
5. Breckenridge – 19 stycznia 1991 (Jazda po muldach) – 3. miejsce
6. Breckenridge – 19 stycznia 1991 (Kombinacja) – 2. miejsce
7. Breckenridge – 20 stycznia 1991 (Kombinacja) – 2. miejsce
8. Mont Gabriel – 2 lutego 1991 (Jazda po muldach) – 2. miejsce
9. Mont Gabriel – 3 lutego 1991 (Kombinacja) – 2. miejsce
10. La Plagne – 21 lutego 1991 (Kombinacja) – 3. miejsce
11. Voss – 10 marca 1991 (Kombinacja) – 3. miejsce
12. Pyhätunturi – 17 marca 1991 (Kombinacja) – 3. miejsce
13. Hundfjället – 23 marca 1991 (Kombinacja) – 2. miejsce
14. Breckenridge – 16 stycznia 1992 (Balet narciarski) – 2. miejsce
15. Breckenridge – 18 stycznia 1992 (Jazda po muldach) – 2. miejsce
16. Hundfjället – 23 marca 1993 (Jazda po muldach) – 1. miejsce
17. Oberjoch – 3 lutego 1995 (Jazda po muldach) – 2. miejsce
18. Oberjoch – 3 lutego 1995 (Jazda po muldach) – 3. miejsce
19. Lillehammer – 5 marca 1995 (Jazda po muldach) – 2. miejsce

- W sumie 3 zwycięstwa, 10 drugich i 6 trzecich miejsc.